# 神戸市バス石屋川営業所
神戸市バス石屋川営業所（こうべしバスいしやがわえいぎょうしょ）は、兵庫県神戸市灘区にある、神戸市バスの営業所。最寄バス停は石屋川車庫前である。配置車両に表示されている営業者を表す記号は阪急バス石橋営業所と同じく「石」である。
主として灘区を通る路線を担当している。また、神戸市バスでは中央営業所や垂水営業所とともに3営業所しかない他社に委託せずに直営の営業所でもある。

## 現行路線
本節では、石屋川営業所が現在運行を担当している路線について記述する。現在、石屋川営業所が担当する路線は10路線（単独管轄7路線、共同管轄3路線）となっている。
かつては、灘南北系統(現102・103系統)や16系統なども担当していたが、多くの路線のエリアが重複する魚崎営業所に移管された。特に、2012年4月1日のダイヤ改正にあわせて行われた担当営業所の変更では、単独管轄路線のうち32系統・100系統・102系統・103系統の4路線が魚崎営業所に完全に移管されたほか、26系統も魚崎営業所との共同運行に変更されている（のちに、2013年の改正で26系統も魚崎の単独の担当に変更）。
しかし、2015年4月のダイヤ改正で26系統、32系統、松陰女子大学輸送が再び石屋川営業所の単独管轄に変更された。
また、2016年6月には36系統が魚崎営業所との共同管轄になり、2017年4月の改正では16系統が魚崎営業所との共同管轄になり、担当に再び戻った。
さらに、2018年8月1日より中央南営業所が開設され、これに伴う担当営業所の変更が行われ石屋川営業所は中央南営業所と変わる形で2系統の担当から外れた。この代わりに、2018年8月9日より魚崎営業所の管轄路線である19、30、31、33、34、35、36、38、39、43、45系統の各路線の一部の便を受け持つようになったが2020年に37系統を受け持つようになった際にこれらの路線は再び魚崎営業所の単独担当に戻った。
このように神戸市バスではダイヤ改正等にあわせて営業所間での運行路線の配分・調整が比較的頻繁に行われている。
- - 2015年3月 : 2、90、92系統
- 2015年4月 - 2016年3月 : 2、26、32、90、92系統
- 2016年4月 - 2016年5月 : 2、26、32、90、92、106系統
- 2016年6月 - 2017年3月 : 2、26、32、36、90、92、106系統
- 2017年4月 - 2018年7月 : 2、16、26、32、36、90、92、106系統
- 2018年8月 - 2020年3月 :16、19、30、31、32、33、34、35、36、38、39、43、45、90、92、106系統
- 2020年4月 - 2022年3月 :16、26、32、36、37、90、92、106系統
- 2022年4月 - 2023年6月 :16、26、32、36、37、92、102、103、106系統
- 2023年7月 - 2023年9月 :16、26、32、36、37、92、100、102、103、106系統
- 2023年10月 - 2024年3月 :16、26、32、36、37、92、102、103、106系統
- 2024年4月 - 2017年3月 :２、16、26、32、36、37、92、102、103、106系統
- 2025年4月 -  　　　　　 :２、16、26、32、35、36、37A、37B、92、102、103、106系統

### 2系統
詳細は「神戸市バス中央営業所#2系統」を参照

### 16系統
詳細は「神戸市バス魚崎営業所#16系統」を参照
- 石屋川営業所はJR六甲道 - 六甲ケーブル下間とJR六甲道・阪急六甲 - 神大国際文化学研究科(東門)の直行便を担当。

### 26系統
運行区間
- 26：JR六甲道 - 阪急六甲 - 六甲登山口 - 神戸海星病院前 - 炭山橋 - 昭生病院前 - 六甲ケーブル下

概要
- 26系統は、JR六甲道と六甲ケーブル下を結ぶ路線である。開設以来長らく石屋川営業所が単独で担当してきたが、2012年4月のダイヤ改正に合わせて石屋川営業所と魚崎営業所の共同担当となり、2013年の4月には魚崎営業所の単独担当となった。しかし、2015年4月1日に石屋川営業所の単独担当になった。
- 始発・終着バス停は魚崎営業所が担当する16系統と同じだが、途中経路が異なり、当路線は専用に導入された小型バス（日野・ポンチョ）[注釈 2]を使用して入り組んだ住宅街内を走行するのが特徴である。また、六甲ケーブル下では16系統の転回地とは別の道路上に発着する。
- 2024年10月1日より篠原北町3丁目 - 六甲台南口間の経路が、向橋を渡る経路から篠原北町3丁目から篠原本町2丁目に戻り、六甲登山口交差点を北上する経路に変更になった。
  - 往路復路共に六甲登山口 - 六甲台南口間が片方向循環の形状となり、復路のみ停まっていた護国神社前には止まらなくなった
- 16系統が兵庫県道95号灘三田線を走行し六甲ケーブル・大規模団地・神戸大学 - 鉄道駅といった輸送に重きを置くことから、16系統・36系統・鉄道駅と離れた住宅地の需要を満たす路線として2007年度より新設された。それ以前にも26系統という路線は、六甲ケーブル山上駅と摩耶ロープウェー山上駅を結ぶ路線として存在しており、こちらも石屋川営業所と魚崎営業所が運行していた。このルートは現在は六甲摩耶鉄道が六甲摩耶スカイシャトルバスとして運行している。

ダイヤおよび停留所
- 1時間1本の運転で、概ね60分間隔である。

### 32系統
運行区間
- 32：JR六甲道 - 阪急六甲 - 楠丘町3 - 御影山手 - 山手大通 - 楠丘町3 - 阪急六甲 - JR六甲道
- 32：JR六甲道 - 阪急六甲 - 楠丘町3 - 御影山手 - 山手大通
- 32：御影山手 - 山手大通 - 楠丘町3 - 阪急六甲 - JR六甲道

概要
32系統は、JR六甲道と御影山手を結ぶ路線である。御影山手地区からJR駅へ出る最も簡単な手段の1つであり、利用は多い。一部に隘路が存在することから、路線開設当初より中型バスが投入されている。長らく中型車のみの運行となっていたが、2020年より小型車での運行も行われるようになった。
2012年4月1日のダイヤ改正にあわせて魚崎営業所に移管されたが、2015年4月1日に再び石屋川営業所の担当になった。
ダイヤおよび停留所
- 1時間あたり1〜4本の運転。日中と土日は30分おきである。
- 朝に3本（土休日は2本）御影山手始発の出庫便、深夜に1本（土休日は2本）山手大通止りの入庫便がある。

### 35系統
詳細は「神戸市バス魚崎営業所#35系統」を参照
- 37A・37B系統と連続運転になる便を担当。

### 36系統
運行区間
- 36：阪神御影 - JR六甲道 - 阪急六甲 - 神大正門前 - 鶴甲2丁目 - 鶴甲団地 - 鶴甲3 - 神大正門前 - 阪急六甲 - JR六甲道 - 阪神御影
- 36：阪神御影 - JR六甲道 - 阪急六甲 - 神大正門前 - 鶴甲2丁目 - 鶴甲団地 - 鶴甲3丁目
- 36：JR六甲道 - 阪急六甲 - 神大正門前 - 鶴甲2丁目 - 鶴甲団地 - 鶴甲3丁目 - 神大正門前 - 阪急六甲 - JR六甲道
- 36：JR六甲道 - 阪急六甲 - 神大正門前 - 鶴甲2丁目 - 鶴甲団地 - 鶴甲3丁目
- JR六甲道 - 阪急六甲 - 神戸松蔭女子学院大学

概要
- 36系統は、阪神御影と鶴甲団地を末端一方向循環方式（鶴甲団地側）で結ぶ路線である。
- 16系統とは阪急六甲まで併走し、また終着停留所も近接している。一方で幹線道路を通る16系統と比較して急カーブの多い生活道路を走行するため、16系統に比べると所要時間が延びるのが特徴。
- 神戸大学の六甲台地区にあるキャンパスのうち、鶴甲第一キャンパス（国際文化学部）を除く全てのキャンパスの前を通過するため、神戸大学の学生の利用が多い。鶴甲第一キャンパスへも、神大本部工学部前停留所で降りることでアクセスが可能である。
- 団地住民・大学関係者の鉄道駅への利用が多いが、16系統と同様、JR六甲道で折り返す便が多い。2007年のダイヤ改正では阪神御影までの直通系統が削減され平日昼間時は概ね毎時2〜3本となった。また、特に昼間時のJR六甲道 - 阪神御影の区間では、16系統との続行運転となることが多い。

沿革
- 36系統は、現在では石屋川・魚崎の両営業所が共同で担当しているが、担当営業所については若干の変遷がある。当初は現在と同じ石屋川・魚崎の共同担当という形で開業し、長らくこの形態で運行されていたが、2005年4月1日に魚崎営業所が担当から外れ、石屋川営業所が単独で担当するようになった。しかしその後、2008年6月1日から再び魚崎営業所が担当に復帰、さらに2010年4月のダイヤ改正の際には魚崎営業所が単独で担当するように改められ、その後、2016年6月に再び石屋川営業所が担当に戻った。現在は魚崎・石屋川営業所の共同運行である。
- 70年代半ばまでは、御影公会堂前（当時は国道石屋川と称した）から石屋川西側道路を北上して石屋川車庫前を経由後、市道神若線を迂回して六甲口に至るルートで運行されており、当該区間の停留所は（阪神御影→）国道石屋川 - 左美也橋 - 石屋川車庫前 - 国鉄六甲道北口 - 六甲口（→鶴甲団地）だった。

ダイヤおよび停留所
- 阪神御影 - 中御影 - 御影大手筋 - 御影公会堂前 - 徳井 - 桜口 - JR六甲道 - 六甲口 - 阪急六甲 - 六甲登山口 - 六甲台南口 - 神大文理農学部前 - 神大本部工学部前 - 神大正門前 - 六甲団地前 - 六甲台 - 六甲台北 - 神大発達科学部前 - 鶴甲2丁目 - 鶴甲団地 - 鶴甲3丁目 - 阪急六甲 - JR六甲道 - 阪神御影
- 阪神御影 - JR六甲道の区間では、1時間に2〜6本の運転で、平日の朝ラッシュ時でも20分程度間隔が開くこともある一方、土曜・休日に平日より多くの本数が運行されている。土曜・休日の一部時間帯を除きパターンダイヤにはなっていなかった。この区間は全便魚崎営業所の担当である。
- JR六甲道以北では本数が増加し、平日の7〜10時台には1時間当たり10本前後が運行される。平日は20時台・21時台を除いて3分の1から半数程度がJR六甲道始発となっている。土曜・休日は平日と比較してJR六甲道始発便は少なかったが、2022年4月より、土曜・休日ダイヤも半数がJR六甲道止まりとなっている。2025年4月より日中ダイヤが、阪神御影発着が平日24分毎(2時間で5本)、土休日毎時2本に減便されて、JR六甲道発着に短縮された。
- 朝ラッシュ時と夜間には大学関係者輸送のための鶴甲3丁目止り[2] 、鶴甲2丁目止り（鶴甲2、3到着後は回送となり入庫）が設定されている。
- 関係者専用の神戸松蔭女子学院大学への直行便がある。(石屋川営業所が全便担当)

### 37系統
運行区間

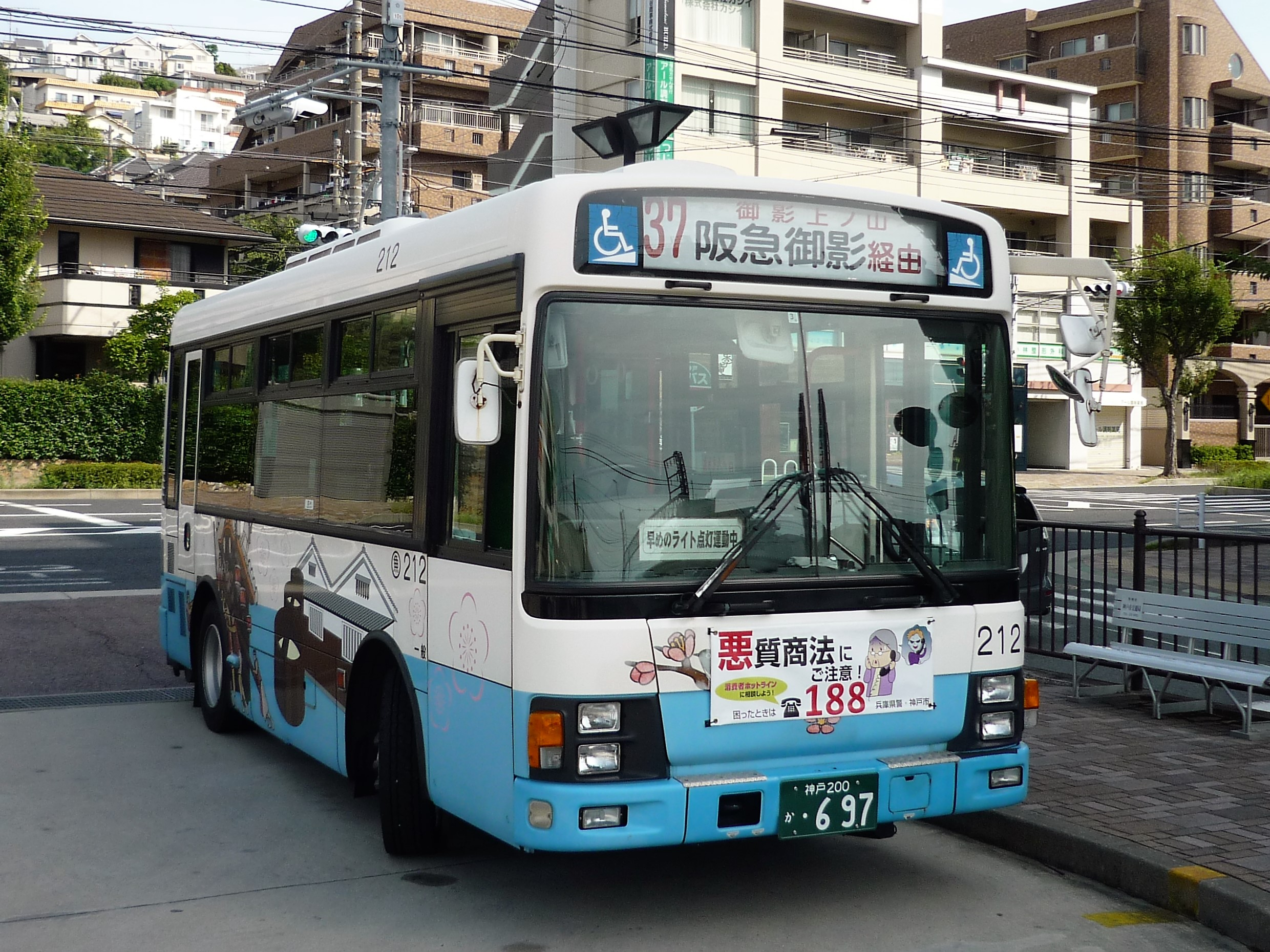
37系統（JR甲南山手にて）

- 37：JR甲南山手 - 深江見附 - 阪神深江 - 北青木 - 東灘区役所前 - JR住吉駅前 - 住吉中学校南 - 阪急御影 - 御影上ノ山 - 滝ケ鼻 - 住吉本町 - JR住吉駅前 - 東灘区役所前 - 北青木 - 阪神深江 - 深江見附 - JR甲南山手(2025年3月31日迄)
- 37A：JR甲南山手 - 深江見附 - 阪神深江 - 北青木 - 東灘区役所前 - JR住吉駅前(朝夕のみ)
- 37A：JR住吉駅前 - 東灘区役所前 - 深江見附 - 阪神深江 - 北青木 - 住吉宮町 - JR住吉駅前(日中)
- 37B：JR住吉駅前 - 住吉中学校南 - 阪急御影 - 御影上ノ山 - 滝ケ鼻 - 住吉本町 - JR住吉駅前

概要
- 37系統は、JR甲南山手と阪急御影を東灘区の中央部を経由して結ぶ路線である。
- 灘区における102系統・103系統に当たる「東灘区南北路線」構想が路線開設の発端であり、小型バスを使用。国道43号より南側の深江南町から阪急御影近辺まで東西南北に幅広い範囲を通過するが、利用が特に多いのは市道鳴尾御影線上の停留所（白鴎橋 - 川井公園）から東灘区役所前・JR住吉駅前までの区間である。

沿革
- 昭和50年代初頭まで阪神御影から阪神深江を結ぶ路線が37系統として走っていた。
- 2001年に運行を開始。路線開設当初は深江見附は経由しなかった。
- 開設以来2020年3月までは魚崎営業所の受け持ちで、東灘区の行事や観光スポットのイラストが描かれたいすゞ・エルガミオのワンステップバスが主に使用されていた。
- 2020年4月に石屋川営業所に移管。これに伴い車両は一般色の日野・ポンチョに置き換えられた。同時に運行上の始発・終着がJR甲南山手から阪急御影となり（JR甲南山手からの便は阪急御影の2つ先の滝ケ鼻が終着）、住吉中学校南からJR住吉・東灘区役所前方面の継続乗車が不可能になった。
- 2021年4月のダイヤ改正で再び通し乗車が可能になり、乗務員交代は御影上ノ山で行われるようになった。
- 2025年4月1日改正で系統をJR住吉駅前で分割して37A系統・37B系統を新設。また日中の運行形態が大幅に変更され、JR甲南山手駅の乗り入れが朝夕のみとなり、日中は35系統との連続運転に変更されて
魚崎車庫前→35→JR住吉駅前→37B→阪急御影・JR住吉駅前→37A→深江南町2・JR住吉駅前→35→魚崎車庫前
と、35系統と連続運転となる。なお各系統は通し料金でまたいで乗車可能である。

ダイヤおよび停留所
- 平日・土休日共に48分ヘッド、1時間に1〜2本。
- 2025年4月1日改正後は、日中毎時約1本(35→37B→37A→35)の他に、朝夕に37A→37B→37Aとなる運用が3便(JR甲南山手発着2本、深江南町3発JR甲南山手着1本)と37A単独のJR甲南山手→JR住吉駅前1本。

### 92系統
運行区間
- 92：石屋川車庫前 - 六甲口 - 王子動物園前 - 布引 - 三宮 - 市役所前・元町1丁目
- 92：石屋川車庫前 - 六甲口 - 王子動物園前 - 布引 - 三宮 - 三宮センター街東口
- 92：石屋川 - 六甲口 - 王子動物園前 - 布引 - 三宮 - 市役所前・元町1丁目
- 92：石屋川 - 六甲口 - 王子動物園前 - 布引 - 三宮 - 三宮センター街東口

概要
- 92系統は、灘区と中央区（三宮）とを、山手幹線を経由して結ぶ路線である。JR東海道本線と阪急神戸線との間を東西に貫くため、鉄道駅との接続は少ない。
- 92系統は、神戸市電（主に石屋川線）の代替機能も併せ持つ。なお、かつては神戸市電の急行線（バス）を前身とする急行1系統（石屋川 - メリケンパーク）が存在し、王子公園 - 加納町3丁目では92系統が原田線(布引)及びフラワーロードを経由するのに対し、急行1系統は山手幹線(阪急春日野道)を経由していた。92系統の一部が石屋川へ延伸されたのは、急行1系統廃止に伴いバスの走らなくなる石屋川・楠丘町2丁目の停留所をカバーする為である[2]。王子公園 - 加納町3丁目の山手幹線上のバス停は急行1系統廃止時に代替となる系統が設定されず廃止された。

- 神戸市が公表している2010年度の路線別経営状況によれば、1日あたりの利用者数は9,741人であり、2007年度の1日あたり利用者数12,258人に比べると減少こそしているものの、なお神戸市バス全路線の中では第3位に入る多さである[注釈 3]。また、運行本数も多く確保されており、2010年度の1日あたり運行本数は248本とこちらも全路線の中でも上位に入る[注釈 4]ほか、黒字路線の1つでもあるがコロナ化の期間に営業係数が100を超えて赤字になっていた[注釈 5]。2023年度に99となり再び黒字路線となった。
- 特に利用者の多い区間は六甲口 - 三宮センター街東口であり、水道筋・上筒井等で大きく乗客が入れ替わる。

沿革（91系統含む）
2001年7月6日までは91系統とともに、神戸市中心部を循環運転していた。経路は以下のとおりである。
- 91：石屋川車庫前（石屋川）→加納町3丁目→湊川公園東口→新開地→元町1丁目→加納町3丁目→石屋川車庫前（石屋川）
- 92：石屋川車庫前（石屋川）→加納町3丁目→元町1丁目→新開地→湊川公園東口→加納町3丁目→石屋川車庫前（石屋川）

つまり、91系統が山手先回り、92系統が三宮先回りであった。また、一部区間で並走していた10系統や11系統の三宮発着便と異なり、神戸駅には入らなかったため、神戸駅に行く場合は裁判所前で降りる必要があった。
かつての方向幕装着車は、91系統は『湊川公園(山手回り)』、92系統は『新開地(三宮回り)』を出しており、特定のバス停を過ぎたら『石屋川車庫前』の表示にして引き続き運行していた。
2001年7月7日の地下鉄海岸線の開業に伴い、循環運転の大部分(三宮神社 - 新開地 - 湊川公園 - 加納町3)を廃止し、現在の石屋川車庫前（石屋川） - 三宮神社前・元町1丁目の運行となり、系統番号も92系統に統一された。
廃止された循環部分の一部(加納町3 - 湊川公園 - 新開地 (- 神戸駅前(2018年改正で乗り入れ))については、後に神戸交通振興→神姫バスにより山手線として再び運行されるようになった。残りの区間は、代替バスは運行されていないが神姫バスの神戸駅南口発着のポーアイ線やポートループが南側の海岸通りを通っている（但しバス停は全く異なる）。なお、神戸市バスも過去に海岸通りや元町通りを通っていた時期があった。
1970年代には石屋川発着の循環系統は91～94系統まであり、当時の91・92系統は東尻池町まで行く循環バスであった（93・94系統はのちの91・92系統とほぼ同じ経路（大倉山から裁判所前方面に抜けていた点等が異なる））。広範囲を走行する関係か、松原営業所の古い幕にもこの4系統分のコマが存在していた。
ダイヤおよび停留所
- 平日・土曜・休日とも、昼間は1時間あたり8〜9本の高頻度の運行を確保しており、石屋川発着便は1日数本であったが、90系統の本数減に伴い2021年現在のダイヤでは毎時約1本運転されていた。
  - 2022年4月1日より、昼間は平日・土日祝とも1時間当たり6本、石屋川発は1日当たり平日9本、土日祝8本に減便された。さらに2024年4月1日より、土日祝ダイヤが1時間当たり5本に減便となった。
- 早朝と深夜は、2系統と同様に三宮センター街東口折り返しとなるが、日中は全便が三宮神社発着である。
- 2024年4月1日より、東行きの石屋川車庫前だったバス停が高徳町3丁目となり、石屋川車庫前バス停は100系統と同じバス停を使うことになった(高徳町3丁目バス停を出たら弓木町4丁目交差点を右折して石屋川車庫前バス停で終点となる）。
  - 石屋川行きも経路が変更となり、高徳町3丁目→石屋川→楠丘町2丁目→石屋川車庫前で終点となり同じバス停を使用する。なお、西行きのバス停に変更はない。
  - この改正で、石屋川方面の終点が石屋川車庫前に統一されたため、石屋川を経由する便は反転文字の系統表示となり、行先は石屋川車庫前の下に経由地の（石屋川　楠丘町２丁目）が表記されるようになった。
  - 2025年4月1日改正で、100系統の経路変更に伴い石屋川車庫前バス停は92系統単独のバス停となった。

### 102系統
運行区間
- 灘南北：JR六甲道 - 水道筋 - 阪急王子公園 - 青谷川 - 摩耶ケーブル下 - 灘丸山公園前 - 青谷川 - 阪急王子公園 - 水道筋 - 阪神大石 - 阪神新在家 - JR六甲道
- 102：JR六甲道 - 水道筋 - 阪急王子公園 - JR灘駅北口 - 青谷川 - 青谷 - 摩耶ケーブル下 - 灘丸山公園前 - 青谷川 - JR灘駅北口 - 阪急王子公園 - 水道筋 - JR六甲道

概要
- 102系統は、JR六甲道と山麓の住宅街を結ぶ路線である。元々は石屋川営業所の担当路線であったが、2009年より魚崎営業所の担当へと変更され、その後一度石屋川営業所担当に戻ったが、2012年4月1日のダイヤ改正にあわせて再び魚崎営業所の担当へと変更されている。2023年現在、石屋川営業所が担当している。
- 半循環路線であり、青谷川からは往路と復路とが分かれる。もともとは103系統と共に「灘区南北路線」として新設された路線であり、コミュニティ路線としての性格が強い。これまで灘区は東西を移動するバス路線が多く南北に往来するバスは少なかったことから、高齢者を中心に利用が多い。従来のバスよりも狭隘な区間や急勾配の区間を通過する（観音寺北から摩耶ケーブル下、灘丸山公園前を経由して五毛へと抜ける区間は、102系統の運行区間の中でも特に狭隘かつ急勾配になっている。）ことから、開業時から小型車が使用されており、2018年6月現在は、一般色の日野・ポンチョのノンステップバスが使用されている。開業当初の車両は三菱ふそう・エアロミディワンステップバスで、塗装は特殊なものであり、前面には灘区の花であるマリーゴールドと神戸市立王子動物園のパンダがデザインされていた。このほか2005年に西神営業所の管轄路線の大幅縮小に伴い、余剰になった日野・リエッセのツーステップバスも使用されていた事があった。
- かつては復路の水道筋1丁目から分岐して南部へと向かい、103系統の運行区間へと直通する便も存在したが、現在のダイヤでは存在しない。
- 当路線はしばしば経路変更が行われている。
  - 2003年の改正までは、青谷川→青谷橋は神戸海星女子学院を右折して北上する経路をとっており、途中の中島通公園の東側に「松蔭海星前」バス停が存在した。同改正で、葺合高校前(新設)・野崎通2丁目(新設)・青谷の各バス停を経由するようになり、松蔭海星前バス停は廃止になった。
  - 2004年の改正で、JR六甲道～灘小学校前の経路が変更されて、桜口（灘区役所前）・琵琶町3丁目を経由するルートになった。[注釈 6]
  - 2010年の改正で、阪急王子公園～阪急王子公園北で阪急王子公園駅前交差点を南へ下って、灘北通バス停と城内通公園前バス停に停車して元の経路に戻るようになった。
  - 2014年の改正までにJR灘駅北口バス停を経由するようになり、灘北通バス停には停車しなくなった。JR灘駅北口バス停を出ると、城内歩道橋のある交差点を右折して山手幹線に入り、阪急王子公園北バス停へ向かう。復路は、阪急王子公園北バス停を出たバスは阪急の高架をくぐった後に阪急王子公園駅前交差点を右折し、JR灘駅北口を経由してから阪急王子公園バス停に到着する。
- 営業係数は323円（2021年度実績)である。2023年度実績342円、2024年度実績348円と悪化している。

沿革
- 2000年6月19日 灘北線（系統番号なし）として新設
- 2003年 102系統の系統番号が付く
- 2009年 魚崎営業所担当に変更
- 時期不明 石屋川営業所担当に変更
- 2012年4月1日 魚崎営業所担当に再び変更
- 2022年4月1日 再度石屋川営業所担当に変更

ダイヤおよび停留所
- 起点のJR六甲道バス停基準で、7時～17時の運行で約50分おきで運転されている。
  - 2022年4月1日の改正で発車時刻が整理されJR六甲道駅発7:30～17:30で50分間隔の均等ダイヤとなった
  - 2024年4月1日の改正で発車時刻が数分前後するようになり、平日と土休日でも数分のズレが発生するようになり完全均等ダイヤではなくなった。

### 103系統
運行区間
- 灘南北：JR六甲道 - 阪神新在家 - 西郷 - 阪神大石 - 将軍通 - 水道筋 - 阪急王子公園 - 青谷川 - 摩耶ケーブル下 - 灘丸山公園前 - 青谷川 - 阪急王子公園 - 水道筋 - JR六甲道
- 103：JR六甲道 - 阪神新在家 - 西郷 - 阪神大石 - 将軍通 - 阪神大石 - 西郷 - 阪神新在家 - JR六甲道（2025年3月31日まで)
- 103：JR六甲道 - 阪神新在家 - 西郷 - 阪神新在家 - JR六甲道（2025年4月1日から)

概要
103系統は、JR六甲道と浜手の住宅街を結ぶ路線である。102系統の項で述べたように、「灘区南北路線」として新設された路線である。102系統とはコミュニティバスとしての位置づけを初めとして、小型バス使用・半循環形式・一部便の南北直通（当系統では将軍通より分岐）など多くの共通点があるが、路線長が短いため102系統と違って経路は設定当初から大きく変わっておらず、102系統への直通運用がなくなったくらいであった。
2025年4月1日の改正で、灘保育所前 - 将軍通間の運行の取りやめ・阪神新在家→(浜手幹線)→西郷の経路となりJR六甲道に戻る路線となった。

元々は石屋川営業所の担当路線であったが、2009年より魚崎営業所の担当へと変更され、その後一度石屋川営業所担当に戻ったが、2012年4月1日のダイヤ改正にあわせて再び魚崎営業所の担当へと変更されている。2023年現在、石屋川営業所が担当している。
沿革
- 2000年6月19日 灘南線（系統番号なし）として新設
- 2009年　魚崎営業所担当に変更
- 時期不明 石屋川営業所担当に変更
- 2012年4月1日 魚崎営業所担当に再び変更
- 2022年4月1日 石屋川営業所担当に再び変更

ダイヤおよび停留所
- 7時~16時の運行であるが1日6往復である。ダイヤは均等ではなく2時間空く時間帯もある。

### 106系統
運行区間
- 106：JR六甲道 - 阪急六甲 - 高羽町 - 神大国際文化学研究科前 - 六甲ケーブル下
- 106：六甲ケーブル下 - 神大国際文化学研究科前 - 高羽小学校 - 阪急六甲 - JR六甲道
- 106(急行便)：JR六甲道 → 阪急六甲 → 六甲ケーブル下

概要
- 2016年の4月のダイヤ改正で新設された路線で、今まで市バスの通っていなかった高羽線を経由する路線となった。これは、高羽町住民の要望よりこのルートを通る路線となった。
- 神戸大学の学生や鶴甲地域の住民の利用が元々大変多い地域であるため輸送力の増強も必要であったため、実質的には16系統の増発になっている。
- 設定当初、「六甲・まやレジャーきっぷ」での六甲ケーブル下発着バス利用は16系統のみ可能で、106系統は対象外だった。現在は両系統とも利用可能に改められている。
- 2021年より、急行106系統が運行開始された（冬季除く）。前年までの六甲・摩耶急行バスのうち、六甲ケーブル下へのアクセスを分離した路線であり、途中は神大国際文化学研究科前と阪急六甲にのみ停車する。9時~17時台毎時2本の運転であり、神大生の利用も多い。また、ラッピング車輌で運行されている。
  - 2022年度は、GW期間と夏季～秋季（7月末～11月末）の運転となり、朝から夕方にかけてJR六甲道発が15本、夕方から夜にかけて六甲ケーブル下発が9本運転された。
  - 2023年度は、神大国際文化学研究科前は通過となり、JR六甲道発の片道10本のみの大幅な減便となった（多客の場合は臨時便が運行される）。
  - 2024年度・2025年度は、GW期間(4月最終土日前金曜～5月上旬祝日最終日)と11月の文化の日と勤労感謝の日付近の土日祝のみ(秋の行楽シーズン)の運転となった(片道10本)。

沿革
JR六甲道から六甲登山口交差点までは36系統と同じ路線を進み、そこから高羽町までは市道高羽線を通る。北行きは途中に36系統の六甲登山口バス停があるが止まらない（南行きは停車）。市道高羽線は、106系統のみが運行されているが、北行きは途中の停留所がなく、南行きは高羽小学校バス停がある。高羽町より先は16系統と同じ路線を進み、終点六甲ケーブル下までを運行する。なお、阪急六甲では、北行きが16系統、南行きが36系統と同じ乗降場を使用する。
ダイヤおよび停留所
- 平日・土曜・休日とも、JR六甲道発で、9～12時台、14～16時台に1時間あたり1本の運行を確保している。また、朝ラッシュ時に臨時便を増発している。

## 撤退路線

### 急行1系統
急1：石屋川 - 六甲口 - 阪急王子公園 - 阪急春日野道 - 地下鉄三宮駅前 - メリケンパーク
ルーツは戦後に運転されていた急行バスで、石屋川から板宿を三宮・吉田町回りで結ぶ長距離路線だった。
その後、路線短縮や終着地変更を経て、末期はメリケンパークを発着していた。
地下鉄海岸線開業より少し前の2001年4月1日の改正で廃止された。
以後、神戸市バスでは1系統は欠番になっている。

### 旧・17系統
17：六甲道駅前 - 桜口 - 三宮駅前 - 阪神前 - 貿易センター前
阪神・淡路大震災前に存在していた路線(1994年に路線廃止)。
国道2号を経由し、ほぼ全区間に亘って阪神バス尼崎神戸線（現在の西宮神戸線）と経路が重複していた。
なお末期は魚崎が担当していた。

### 18系統
2000年代の一時期に、担当したことがあった。
現在は中央営業所と中央南営業所と神姫バスの担当。

### 25系統
一部便を担当していた時期があった（一部のバスに方向幕が用意されていた）。
現在は松原営業所の担当。

### 旧・39系統
2004年に市営バスが撤退し阪急バスに完全移管され、2023年に丁字ヶ辻以南が廃止となった。

### 旧・40系統
2004年に市営バスが撤退し阪急バスに完全移管され、2023年に丁字ヶ辻以南が廃止となった。

### 90系統
運行区間
　90：石屋川 - 桜口・灘区役所前 - 王子動物園前 - 布引 - 三宮 - 税関前 - メリケンパーク - 中突堤 - 中突堤中央ターミナル
概要
90系統は、92系統とともに灘区と中央区（三宮）とを、山手幹線を経由して結ぶ路線であった。92系統との違いは、中突堤中央ターミナル発着であるのと、石屋川車庫前 - 神前町間で、山手幹線からはずれて徳井会館前、徳井、桜口、琵琶町3丁目を経由する点である。路線廃止後は、100系統が石屋川車庫前・徳井会館前経由に変更された(なお、2025年4月1日改正でこの経路は取りやめられた)。
92系統に比べて本数が圧倒的に少なく、92系統の補完路線であった。
沿革
- 90系統は、1995年7月5日（つまり阪神・淡路大震災直後）に運行を開始した。運行開始当初の運行区間は石屋川車庫前 - 六甲口 - 中突堤中央ターミナル間で、91･92系統とは石屋川車庫前から元町一丁目まで同経路であった。
- 運行開始時は方向幕の文字色は標準の橙であったが、程なくして90系統、91系統、92系統と色分けされた（後年に運行開始の100系統は、前身である臨時系統の時から90系統と同じ青文字が使われた）。
- 2004年5月6日に石屋川発着となり、同時に灘区役所の六甲道駅南地区への移転に伴い桜口を経由することとなった。
- 2018年のダイヤ改正で三宮センター街東口～中突堤中央ターミナル間において大幅な路線変更が行われ、東遊園地前・税関前・新港町経由となり、市役所前・三宮神社・元町1丁目に止まらなくなった。
- 2022年3月31日をもって運行終了。
- かつては、平日で1時間あたり1〜2本、土曜・休日で1時間あたり1本の運行であったが、2018年の経路変更以降は1日6往復であった。

### 91系統
91：石屋川車庫前（石屋川）→加納町3丁目→湊川公園東口→新開地→元町1丁目→加納町3丁目→石屋川車庫前（石屋川）
地下鉄海岸線開業日の2001年7月7日の改正で廃止された。

### 100系統
前身である臨時系統の時から石屋川営業所の単独路線であったが、2012年に魚崎営業所に移管された。
その後も短期間だけ担当が戻ったこともあるが、2024年現在は魚崎営業所の担当である。

## 車両
かつて石屋川営業所所属車両は三菱自動車（現・三菱ふそうトラック・バス）製で統一されており、車両番号は三菱自動車製に割り当てられる001-299を使用していた（その後の他メーカー車両の導入後も同様）が、2021年4月現在は900番台も在籍しており、日野自動車製、いすゞ自動車製、UDトラックス（旧 日産ディーゼル）製の3メーカーの車両が在籍している。2023年1月より三菱ふそう車の在籍はなくなっている。

## 不祥事

### 臨時バスの無断増発
石屋川営業所が、魚崎営業所のエリア内で、2008年10月から12月にかけて、無断で臨時バスを増発していたことが、2009年2月28日の各種報道で発覚した。他の営業所の路線で臨時バスを運行する際には、担当営業所からの応援要請が必要になるが、石屋川営業所は、これを受けないまま、1日1〜3本程度、阪神御影駅から六甲ケーブル下駅まで臨時バスを走らせていたという。また、これらの臨時バスを運転していた運転手が、総額約27万円の超過勤務手当を受け取っていた。事態を重視した神戸市交通局は、石屋川営業所の所長（53歳）や副所長（54歳）ら4人を減給、同営業所自動車部長（56歳）を訓戒などの懲戒処分とした。ただ、運転手については、運行管理の直接権限が無いとして、処分対象とはなっていないという。